# Christian Møller
Christian Møller (né le 22 décembre 1904 à Hundslev - mort le 14 janvier 1980 à Ordrup) est un physicien et chimiste danois. Il est connu pour ses contributions à la théorie de la relativité, à la gravitation et à la chimie quantique. Il a également développé, avec Milton S. Plesset, la théorie de la perturbation de Møller-Plesset.

## Ouvrages
- The world and the atom, Londres, 1940[3]
- The theory of relativity, Clarendon Press, Oxford, 1972.
- A study in gravitational collapse, Kobenhavn : Munksgaard, 1975.
- On the crisis in the theory of gravitation and a possible solution,  Kobenhavn : Munksgaard, 1978.
- Evidence for gravitational theories (ed.), Academic Press, 1963.